# Le Cinquième Sceau
Pour plus de détails, voir Fiche technique et Distribution.
Le Cinquième Sceau (Az ötödik pecsét) est un film hongrois réalisé par Zoltán Fábri, sorti en 1976.

## Fiche technique
- Titre original : Az ötödik pecsét
- Titre français : Le Cinquième Sceau
- Réalisation : Zoltán Fábri
- Scénario : Zoltán Fábri d'après le roman de Ferenc Sánta
- Photographie : György Illés
- Pays de production : Hongrie
- Format : Couleurs - 1,37:1 - Mono
- Genre : drame
- Date de sortie : 1976

## Distribution
- Lajos Őze : Gyuricza Miklós
- László Márkus : Király László
- Ferenc Bencze : Béla
- Sándor Horváth : Kovács János
- István Dégi : Keszei Károly
- Zoltán Latinovits : Civilruhás
- György Cserhalmi : Haldokló kommunista
- Ildikó Pécsi